# Purpurowy deszcz
Purpurowy deszcz – amerykański film muzyczny z 1984 roku będący quasi-autobiografią Prince'a.
W 2019 roku film został dodany do National Film Registry.

## Opis fabuły
Kid, szef zespołu muzycznego The Revolution poznaje Apollonię, obiecującą piosenkarkę. Zakochuje się w niej, ale potem ona odchodzi dla innego piosenkarza. Poza tym Kid wchodzi w konflikt z zespołem The Time.

## Główne role
- Prince – Kid
- Apollonia Kotero – Apollonia
- Morris Day – Morris
- Olga Karlatos – Matka
- Clarence Williams III – Ojciec
- Jerome Benton – Jerome
- Billy Sparks – Billy
- Jill Jones – Jill
- Charles Huntsberry – Chick
- Dez Dickerson – Dez
- Brenda Bennett – Brenda

i inni

## Nagrody i nominacje
Oscary za rok 1984
- Najlepsza muzyka z piosenkami – Prince

Złote Globy 1984
- Najlepsza piosenka When Doves Cry – muz. i sł. Prince (nominacja)

Nagroda Saturn w kategorii najlepsza muzyka
- 1984 – Michel Colombier (nominacja)

Złota Malina 1984
- Najgorsza piosenka – Sex Shooter – muz. i sł. Prince (nominacja)
- Najgorszy debiut aktorski – Apollonia Kotero (nominacja)